# ليونيد كوتشما
ليونيد كوتشما (بالأوكرانية: Леонід Данилович Кучма) (9 أغسطس 1938 -)، سياسي أوكراني عمل بمنصب الرئيس الثاني لأوكرانيا في الفترة ما بين 19 يوليو عام 1994 حتى 23 يناير عام 2005. بعد مسيرة مهنية ناجحة في صناعة بناء الآلات في الاتحاد السوفيتي، بدأ كوتشما حياته السياسية في عام 1990، عندما تم انتخابه لعضوية المجلس الأعلى الأوكراني (البرلمان الأوكراني)؛ وأعيد انتخابه لاحقًا في عام 1994. شَغِل منصب رئيس وزراء أوكرانيا في الفترة بين أكتوبر عام 1992 وسبتمبر عام 1993. تولى كوتشما منصبه هذا بعد فوزه في الانتخابات الرئاسية لعام 1994 ضد منافسه الرئيس الحالي ليونيد كرافتشوك. فاز كوتشما بإعادة انتخابه لفترة خمس سنوات إضافية في عام 1999. تسارع ظهور قضايا الفساد بعد انتخاب كوتشما في عام 1994، لكن بين عامي 2000-2001، بدأت سلطته تضعف في مواجهة الفضائح في وسائل الإعلام. نظمت إدارة كوتشما حملة رقابة على وسائل الإعلام في عام 1999، ما نتج عنه اعتقال عدد من الصحفيين ووفاة جورجي غونغادزه، بالإضافة إلى فضيحة الكاسيت اللاحقة والاحتجاجات الجماهيرية ضده. استمر اقتصاد أوكرانيا في التدهور حتى عام 1999، في حين تم تسجيل عدة مظاهر للنمو منذ عام 2000، ما جلب الرخاء النسبي لبعض شرائح سكان المناطق الحضرية. خلال فترة رئاسته، بدأت العلاقات الأوكرانية الروسية في التحسن. رفض كوتشما السعي لولاية ثالثة في منصبه، وبدلًا من ذلك دعم مرشح حزب الأقاليم فيكتور يانوكوفيتش لانتخابات عام 2004. بعد الاحتجاجات العامة على التزوير الانتخابي المزعوم التي تصاعدت حتى شكلت الثورة البرتقالية، اتخذ كوتشما موقفًا محايدًا وكان وسيطًا بين فيكتور يوشتشينكو وفيكتور يانوكوفيتش. بين عامي 2014 و 2020، عَمِلَ كوتشما كممثل رئاسي خاص لأوكرانيا في محادثات السلام شبه المتعلقة بالحرب المستمرة في دونباس. تم وصف الإرث الذي تركه كوتشما بأنه مثير للجدل، وقد وصفته مصادر مختلفة بأنه سلطوي. ما يزال الفساد على نطاق واسع والرقابة الإعلامية في ظل إدارة كوتشما يؤثر على أوكرانيا اليوم، وقد تم اتهامه بالترويج لحكم الأقلية.

## منصب الرئيس (1994 - 2005)
استقال كوتشما من منصب رئيس وزراء أوكرانيا في سبتمبر عام 1993 للترشح للرئاسة في عام 1994 ضمن برنامج تعزيز الاقتصاد من خلال استعادة العلاقات الاقتصادية مع روسيا ووضع إصلاحات فورية لاقتصاد السوق. حقق كوتشما انتصارًا واضحًا على الرئيس الحالي ليونيد كرافتشوك، إذ تلقى دعمًا قويًا من المناطق الصناعية في الشرق والجنوب. في حين كانت أسوأ نتائجه في غرب البلاد.
أعيد انتخاب كوتشما في عام 1999 لولايته الثانية. لكن هذه المرة، صوتت المناطق التي منحته أقوى دعم في المرة السابقة لصالح خصومه، في حين منحت المناطق التي صوتت ضده في المرة الأخيرة دعمها الكامل.
خلال رئاسة كوتشما، أغلق صحف المعارضة وانتشرت الوفيات بين العديد من الصحفيين والمعارضين السياسيين، مثل فياتشيسلاف تشورنوفيل، في ظل ظروف غامضة. وفقًا للمؤرخ سيرهي يكلشيك، إن إدارة الرئيس كوتشما «استخدمت التزوير الانتخابي بشكل مفرط» خلال الاستفتاء الدستوري لعام 2000 والانتخابات الرئاسية لعام 1999.

### السياسة المحلية
في أكتوبر عام 1994، أعلن كوتشما عن إصلاحات اقتصادية شاملة، بما في ذلك خفض الدعم الحكومي ورفع ضوابط الأسعار وخفض الضرائب وخصخصة الصناعة والزراعة والقيام بإصلاحات في مجال تنظيم العملات والأعمال المصرفية. وافق البرلمان على النقاط الرئيسية للخطة. وعد صندوق النقد الدولي بقرض بقيمة 360 مليون دولار لبدء تلك الإصلاحات.
أعيد انتخاب كوتشما في عام 1999 لولايته الثانية. اتهمه المعارضون بالتورط في مقتل الصحفي جورجي غونغادزه عام 2000، لكن كوتشما نفى باستمرار مثل هذه المزاعم. ألقى النقاد باللوم على كوتشما في القيود المفروضة على حرية الصحافة. يُعتقد أن كوتشما قد لعب دورًا رئيسيًا في إقالة حكومة فيكتور يوشتشينكو بقرار من المجلس الأعلى الأوكراني في 26 أبريل عام 2001.
عيّن كوتشما فيكتور يانوكوفيتش لمنصب رئيس الوزراء من عام 2002 حتى أوائل يناير عام 2005 بعد أن أقال أناتولي كيناخ، رئيس الوزراء السابق.

### السياسة الخارجية
في عام 2002، ذكر كوتشما أن أوكرانيا ترغب بالتوقيع على اتفاق شراكة مع الاتحاد الأوروبي بحلول 2003-2004 ذلك أنها أوكرانيا ستفي بجميع متطلبات عضوية الاتحاد الأوروبي بحلول 2007-2011. أعرب كوتشما عن أمله في إبرام معاهدة تجارة حرة مع الاتحاد الأوروبي.

قال كوتشما في خطابه الافتتاحي:
تاريخيًا، تعد أوكرانيا جزءًا من المجال الثقافي والاقتصادي الأوروبي الآسيوي. تتركز المصالح الوطنية الحيوية لأوكرانيا الآن على هذا الإقليم التابع للاتحاد السوفيتي السابق.... ونحن مرتبطون أيضًا... بالجمهوريات السابقة للاتحاد السوفيتي من خلال الروابط العلمية والثقافية والأسرية التقليدية... وإنني مقتنع بأن أوكرانيا يمكن أن تضطلع بدور أحد قادة التكامل الاقتصادي الأوروبي - الآسيوي.
وقع كوتشما «معاهدة الصداقة والتعاون والشراكة» مع روسيا وصادق على جولة من المحادثات مع رابطة الدول المستقلة. بالإضافة إلى ذلك، أشار إلى الروسية على أنها «لغة رسمية». وقع اتفاقية شراكة خاصة مع حلف شمال الأطلسي وأثار فكرة إمكانية العضوية. تحت قيادة كوتشما، تم التدخل الأوكراني في حرب العراق.
بعد أن انخفضت شعبية كوتشما في الداخل والخارج نتيجة فضائح الفساد، لجأ إلى روسيا كحليف جديد له. منذ أواخر تسعينيات القرن العشرين، تبنى سياسة خارجية وصفها بأنها «متعددة الاتجاهات»، وذلك من خلال تواصله مع كل من روسيا وأوروبا والولايات المتحدة. قام النقاد بتقييم هذه السياسة على أنها تتلاعب بكل من الغرب وروسيا لصالح المنفعة الشخصية لكوتشما والأوليغارشية الأوكرانية.
في 4 أكتوبر عام 2001، أسقطت القوات الجوية الأوكرانية رحلة الخطوط الجوية السيبيرية 1812 فوق البحر الأسود بينما كانت في طريقها إلى نوفوسيبيرسك، روسيا، من تل أبيب، إسرائيل. قُتل جميع ركاب الطائرة البالغ عددهم 78، ومعظمهم كان من الإسرائيليين الذين يزورون أقاربهم في روسيا. بعد عملية الإسقاط، رفض كوتشما في البداية قبول استقالة وزير الدفاع الأوكراني أولكسندر كوزموك وقال: «انظروا إلى ما يحدث حول العالم، وفي أوروبا. نحن لسنا الأوائل ولن نكون الأخيرين. لا داع لجعل هذه الحادثة تسبب مأساة. فإن الأخطاء تحدث في كل مكان، وليس فقط على هذا النطاق، بل على نطاق كوكبي أكبر بكثير». بعد أسبوع، أعلن كوتشما استعداده للتعاون مع المحققين الروس مقدمًا اعتذاره لحكومتي روسيا وإسرائيل، ثم وافق على استقالة كوزموك.

## روابط خارجية
- ليونيد كوتشما على موقع IMDb (الإنجليزية)
- ليونيد كوتشما على موقع الموسوعة البريطانية (الإنجليزية)
- ليونيد كوتشما على موقع مونزينجر (الألمانية)
- ليونيد كوتشما على موقع إن إن دي بي (الإنجليزية)